# Paul Jorion
Paul Jean Maurice Jorion (né le 22 juillet 1946 à Bruxelles-Ixelles), de nationalité belge, est un anthropologue, expert financier, essayiste, chroniqueur et professeur associé à l'Université catholique de Lille. Conscient des faiblesses des  mortgage-backed securities, il annonce dès 2005 la crise financière mondiale à venir, ce qui lui assurera la notoriété lorsqu’éclatera la crise des subprimes en 2008.

## Origine et formation scolaire
Son père Edmond Jorion, un Wallon de Charleroi, était un haut fonctionnaire qui enseignait le droit à l'Université libre de Bruxelles. Sa mère était originaire des Pays-Bas. Paul Jorion a obtenu son diplôme d'études secondaires dans un lycée belge avec le latin et les mathématiques comme matières principales.

## Études, doctorat et travaux universitaires
Jorion a obtenu des diplômes en sociologie et en anthropologie sociale à l'Université libre de Bruxelles. Son mémoire de maîtrise (1968) porte sur le mouvement Provo à Amsterdam,, sa thèse de doctorat traite de la pêche côtière en Bretagne. Pendant ses études à Bruxelles il suit également des cours du philosophe Chaïm Perelman et de l'historien Jean Stengers,,.
Son projet de doctorat le conduit aussi à Paris. À l'École pratique des hautes études il suit les cours de mathématiques pour chercheurs en sciences sociales de Georges-Théodule Guilbaud, qui fut un précurseur de la diffusion et de l'application des méthodes et techniques mathématiques dans le domaine des sciences humaines. En outre, il suit les séminaires de Claude Lévi-Strauss au Collège de France, et de Jacques Lacan à la Sorbonne. Il a l’occasion de s’entretenir avec Lacan à l'Université catholique de Louvain (UCL) en 1972,.
De février 1973 à mai 1974, il fait des études de terrain sur l'île d'Houat en Bretagne, au large du golfe du Morbihan, en tant qu’aspirant du Fonds de la recherche scientifique belge. Il y vit comme observateur participant avec les pêcheurs locaux et étudie leur travail, leur système de gestion de la pêche et leurs formes de transmission des connaissances. Il rassemble ses connaissances dans sa thèse de doctorat,, qu'il soutient en 1977 à l'Université libre de Bruxelles. Une version révisée de la thèse sera publiée en 1983 sous le même titre. De 1974 à 1976 et en 1978-1979, il est inscrit à l'université de Cambridge en tant que boursier de la Fondation Wiener - Anspach. La sociologue Geneviève Delbos a mené des recherches parallèles sur la conchyliculture et les marais salants. En 1984, sur la base de leurs recherches antérieures sur la vie et le travail sur le littoral breton, ils publient ensemble des études sur la transmission des connaissances empiriques et scientifiques à la génération suivante. Plus tard, Paul Jorion reviendra sur son objet de recherche, l'île d'Houat, et démontrera dans une étude commandée par le ministère de la Culture que les processus locaux de formation des prix ne peuvent pas être expliqués par les outils de la science économique établie.
Après son doctorat, Paul Jorion enseigne l'anthropologie sociale en tant que professeur junior aux universités de Bruxelles (1977-1979) et de Cambridge (1979-1984).
En collaboration avec Edmund Leach et deux mathématiciennes, il s'intéresse également à l'algèbre de la parenté, c'est-à-dire à l'étude des relations de parenté humaines à l'aide de méthodes et de concepts de l’algèbre. À cette fin il développe une variété de dual d’un graphe, formalisée par Elaine Lally sous le nom de « p-graphe ». En utilisant une technique imaginée par Guilbaud, Jorion, grâce à une bourse de la Nuffield Foundation, développe l'analyse automatisée des généalogies. Il résout ainsi avec Gisèle De Meur et Trudeke Vuyk les cas des Pende du Kasaï, et celui des Murngin australiens avec Sir Edmund Leach,,. En 1992, Jorion poursuit ses études dans ce domaine avec l'anthropologue social Douglas R. White à l'Université de Californie à Irvine.
Il s'intéresse également aux mathématiques, à la physique et à l'histoire de ces disciplines, car il envisageait de rédiger une autre thèse de doctorat à Cambridge, sous la direction d'Edmund Leach, portant sur l'histoire de l'anthropologie dans une perspective épistémologique. Il devait se concentrer sur Bronisław Malinowski. Ce projet sur le père fondateur de l'anthropologie sociale britannique ne voit finalement pas le jour.
Il n'obtient pas de poste fixe en tant que professeur ordinaire, car, du fait de la politique scientifique très conservatrice de Margaret Thatcher, les budgets et les postes sont de plus en plus réduits, en particulier dans le domaine des sciences humaines et sociales,,.
Pour 1987-1988, Jacques-Alain Miller, gendre de Lacan, lui offre un poste temporaire au département de psychanalyse de l'université Paris-VIII,. De 1987 à 1991, il suit une formation en psychanalyse auprès du jésuite Philippe Julien, un spécialiste de Freud et de Lacan,.
En 1997, il donne des cours en tant que Regents' Lecturer à l'Université de Californie à Irvine,. À partir de 2004, il est membre du programme interfacultaire Human Complex Systems de l'Université de Californie à Los Angeles.
De 2012 à 2015, il est titulaire de la nouvelle chaire Stewardship of Finance (→ Investissement socialement responsable) à la Vrije Universiteit Brussel (VUB),. Son cours inaugural est publié sous forme de livre. La résiliation anticipée par l'université est suivie d'une action en justice.
Depuis mars 2016, Paul Jorion est professeur associé à l'Université catholique de Lille dans le domaine de recherche ETHICS (Ethics on experiment, Transhumanism, Human Interactions, Care & Society).
En 2021-2022, ses travaux en anthropologie font l'objet d'une rétrospective sur la chaîne YouTube « Les Possédés et leurs mondes ».

## Activités dans la coopération au développement
De 1984 à 1987, Jorion a participé à des projets de développement en Afrique pour l'Organisation des Nations unies pour l'alimentation et l'agriculture (FAO). Pour cette organisation, il s'est rendu dans des pays côtiers d'Afrique occidentale et centrale comme le Bénin, le Liberia, la Sierra Leone, le Ghana, le Togo et la République populaire du Congo. L'objet de ses visites portait principalement sur des questions de pêche,. Il s'est montré critique vis-à-vis des directives de la FAO concernant les projets.

## Activités dans les domaines de l’intelligence artificielle et de la psychanalyse
Jorion a été chercheur en intelligence artificielle (IA) de 1987 à 1990. Il a été membre du Laboratoire d'informatique pour les sciences humaines (LISH) de la Fondation Maison des sciences de l'homme à Paris et de Connex, la cellule IA de British Telecom,, pour qui il mit au point le logiciel Anella (Associative Network with Emergent Logical and Learning Abilities), un réseau associatif aux capacités logiques et d’apprentissage émergentes. Il a défini dans ce cadre le P-graphe, un type original de dual d’un graphe, soulignant que le P-graphe constitue un modèle plausible de l'architecture d'un réseau neuronal biologique. Il a ainsi mis en évidence la fécondité pour l'intelligence artificielle du modèle théorique produit par Freud,. Anella était véritablement « inspiré par la métapsychologie freudienne ».
À nouveau sollicité en 2021, du fait d’un renouveau d’intérêt en Intelligence Artificielle pour le modèle freudien, Jorion reprend ses travaux. Avec Manuel Guérin, il cofonde en juin 2022, Pribor, une start-up consacrée, dans le prolongement d’Anella, à la mise au point de Self-Aware Machines (SAM), une IA consciente de son unicité.
En 2024, un an après le déploiement de ChatGPT, Jorion publie son livre L'Avènement de la Singularité. Il constate que l'intelligence humaine est dépassée par celle des machines, d'où résulte une explosion des connaissances. Il affirme que les grands modèles linguistiques n'ont pas encore de conscience, mais que ce n'est plus qu'une question de semaines ou de mois. Il en découle d'importantes conséquences pour la technologie, l'histoire des sciences, mais aussi pour la théologie, car les hommes ont toujours proclamé que seules les créatures divines pouvaient les dépasser en intelligence.

## Travail dans le secteur bancaire et financier
À la demande de Laure Adler, Jorion a fait de l'intelligence artificielle le sujet de quatre émissions de radio dans les Nuits magnétiques, un programme radiophonique de France Culture. Elles ont été diffusées en novembre 1988 et rediffusées durant l'été 1989. Jean-François Casanova, un cadre supérieur de la Banque de l'Union européenne industrielle et financière, avait entendu les émissions et lui proposa un poste. Jorion a ensuite travaillé pendant environ 18 ans dans la finance, d'abord en Europe (Paris, Londres et Amsterdam), puis aux États-Unis de 1998 à 2007. Ses tâches comprenaient des activités de programmation pour des opérations à terme, des systèmes de négociation automatisés, des titrisations et des systèmes automatisés de gestion des risques. C'est notamment aux États-Unis qu'il a acquis une connaissance approfondie de la titrisation des prêts immobiliers,, où il a travaillé entre autres pour IndyMac, Wells Fargo et Countrywide. Chez IndyMac, il a été l'un des développeurs du logiciel e-MITS (Electronic Mortgage Information and Transaction System), qui a considérablement accéléré le traitement des demandes de prêts immobiliers pour cette entreprise,. En 2009, deux ans après la fin de son activité dans le secteur financier américain, il est rentré en Europe.

## Prévision de la crise financière mondiale
Lorsque la crise financière mondiale a éclaté, début août 2007, Jorion s'est fait connaître du jour au lendemain. Il comptait parmi les rares experts qui avaient vu venir une crise grave. Dès 2004-2005,, il avait identifié les problèmes des titrisations des prêts immobiliers et leurs conséquences possibles,,. Il a proposé son manuscrit sur ce sujet à plusieurs éditeurs en 2005. Seule l'introduction a été publiée à l'époque, le livre correspondant (Vers la crise du capitalisme américain ?) a été publié dans son intégralité en janvier 2007. En 2008, il a approfondi le sujet dans deux autres livres.

## Livres et essais
Depuis les années 1970, Jorion s'est exprimé dans un grand nombre d'articles et de livres. Les thèmes de ces publications sont vastes et traitent notamment d'anthropologie, de sociologie, d'épistémologie, de philosophie, de psychanalyse, de mathématiques, d'intelligence artificielle, d'économie de la pêche, d'argent, de prix, d'économie financière, de criminalité financière, de stratégies d'investissement, d'économistes, de transhumanisme et de post-humanisme. Il s'agit principalement d'articles scientifiques et de livres spécialisés, dont certains ont été traduits. Une bande dessinée exprime également sa vision de l'économie financière.

## Chroniques et blog
Jorion est chroniqueur. Parmi les médias dans lesquels il a régulièrement publié des articles, on trouve Le Monde, L'Écho, Trends-Tendances, Radio France, La Quinzaine littéraire, et BFM Business,. Depuis février 2007, il tient un blog. Pendant la crise de l'euro (2010), celui-ci a atteint 364 000 lecteurs. Pendant un temps, Jorion a été considéré comme la « star de la blogosphère ». Dans ce blog, Jorion donne son point de vue critique sur la pensée néolibérale et les institutions en place.

## Positions
Dans ses études correspondantes, Jorion plaide pour que les connaissances des classiques de la psychanalyse, notamment de Sigmund Freud et de Jacques Lacan, soient intégrées dans la science et la pratique de l'intelligence artificielle.
En tant qu'expert financier, il se montre très critique à l'égard de la doctrine dominante en matière de sciences économiques. Il considère comme absurde la conception de l'économie de marché comme forme ultime de développement économique et l'idée d'acteurs du marché agissant de manière entièrement utilitariste (→ Homo œconomicus). Selon lui, la science économique est depuis la fin du XIXe siècle "une vaste entreprise d'endoctrinement financée par le monde des affaires et les banquiers".
Il demande l'interdiction de la spéculation financière, en particulier l'exclusion des acteurs des marchés à terme, qui n'ont pas d'intérêt réel dans les marchandises négociées, mais seulement un intérêt spéculatif, c'est-à-dire qu'ils ne font que parier sur les fluctuations des cours. Il voit dans l'économie financière qui s'accumule sans limites un danger central pour l’humanité,,.
Selon l'anthropologue Jorion, les crises actuelles, notamment les menaces écologiques, rendent la survie de l'humanité improbable. Les innovations techniques ne pourraient pas endiguer la logique de profit dangereuse du système économique. La colonisation de planètes étrangères entrerait en conflit avec les exigences du corps humain. Il est en revanche envisageable que des robots intelligents succèderaient aux hommes. Les progrès rapides de l'intelligence artificielle permettraient de développer des machines capables de résister aux conditions d'un environnement hostile à l’homme.

## Comités
Paul Jorion a fait partie d'un groupe de réflexion dirigé par Jacques Attali, qui a rédigé en 2012 un mémorandum pour un ordre économique alternatif adressé au président de la République française,,.
En 2015, Jorion était membre du Haut Comité pour l'avenir du secteur financier belge. Ce groupe d'experts, créé par le ministre belge des Finances Johan Van Overtveldt, s'est penché sur le secteur financier belge, le rôle de Bruxelles en tant que centre financier ainsi que sur la fiscalité et la réglementation du secteur financier. Le comité a présenté un rapport à ce sujet.
Depuis début 2020, Jorion est membre de deux commissions du projet AI4People de l'Atomium – European Institute for Science, Media and Democracy, une association à but non lucratif qui fournit des analyses et des conseils aux gouvernements et aux décideurs. Il s'y occupe des questions éthiques liées à l'intelligence artificielle dans les secteurs de la banque, de la finance et de l’assurance.
En novembre 2020, Jorion a été élu à l'Assemblée statutaire de Greenpeace France, le lien central entre la base et la direction.

## Distinction
En 2018, il a reçu le Prix des Reclusiennes pour son livre L'argent, mode d'emploi, paru en 2009.

## Publications (sélection)
- L'avènement de la singularité. L'humain ébranlé par l'intelligence artificielle, Paris, Textuel, Collection « Petite Encyclopédie Critique », 2024  (ISBN 978-2-38629-000-8).
- (Éditeur): Humanism and its Discontents. The Rise of Transhumanism and Posthumanism, London, Palgrave Macmillan, 2022  (ISBN 978-3-030-67003-0).
- (avec Burnand-Galpin): Comment sauver le genre humain, Paris, Fayard, 2020  (ISBN 978-2-213-71684-8).
- La chute de la météorite Trump. Haute trahison, tome 2, Vulaines-sur-Seine, Éditions du Croquant, 2020  (ISBN 978-2-36512-277-1).
- La chute de la météorite Trump. Un objet populiste mal identifié, tome 1, septembre 2015 – avril 2018, Vulaines-sur-Seine, Éditions du Croquant, 2019  (ISBN 978-2-36512-227-6).
- Mes vacances à Morro Bay, Paris, Fayard, 2019  (ISBN 978-2-213-71265-9).
- Défense et illustration du genre humain, Paris, Fayard, 2018  (ISBN 978-2-213-70189-9).
  - (de) Im Zweifel für die Menschheit. Verteidigung einer Spezies am Abgrund, traduction Christian Driesen, Leipzig, Zweitausendeins, 2019,  (ISBN 978-3-96318-039-2).
- Se débarrasser du capitalisme est une question de survie, Paris, Fayard, 2017  (ISBN 978-2-213-70451-7).
- Vers un nouveau monde, Waterloo, La Renaissance du Livre, 2017  (ISBN 978-2-507-05525-7).
- À quoi bon penser à l’heure du grand collapse ?, Paris, Fayard, 2017  (ISBN 978-2-213-70551-4).
  - (de) Nur Mut! Kritisches Denken im Angesicht der Katastrophe, traduction Christian Driesen, Leipzig, Zweitausendeins, 2019  (ISBN 978-3-96318-040-8).
- Le dernier qui s'en va éteint la lumière, Paris, Fayard, 2016  (ISBN 978-2-213-69903-5).
  - (de) Der Letzte macht das Licht aus. Ein Essay über die Auslöschung der menschlichen Spezies, traduction Christian Driesen, Leipzig, Zweitausendeins, 2018  (ISBN 978-3-96318-020-0).
  - (zh) 最后走的人关灯：论人类的灭绝, traduction Yan Jianye et autres, Pékin, China Renmin University Press, 2023  (ISBN 978-7-300-31193-7).
- Penser tout haut l'économie avec Keynes, Paris, Odile Jacob, 2015  (ISBN 978-2-7381-3089-1).
- (avec Bruno Colmant) : Penser L’économie autrement. Conversations avec Marc Lambrechts, Paris, Fayard, 2014  (ISBN 978-2-8185-0516-8).
- Comprendre les temps qui sont les nôtres. 2007–2013, Paris, Odile Jacob, 2014  (ISBN 978-2-7381-3089-1).
- (avec Grégory Maklès): La survie de l’espèce, Paris, Futuropolis, 2012  (ISBN 978-2-7548-0725-8).
  - (de) Das Überleben der Spezies. Eine kritische, aber nicht ganz hoffnungslose Betrachtung des Kapitalismus, traduction Marcel Le Comte, Köln, Egmont Graphic Novel, 2014  (ISBN 978-3-7704-5509-6).
- Misère de la pensée économique, Paris, Fayard, 2012  (ISBN 978-2-08-134731-1).
- Why Stewardship of Finance?, Cambridge, Intersentia, 2012  (ISBN 978-1-78068-122-1)
- La Guerre civile numérique. Conversation avec Régis Meyran, Paris, Textuel, 2011  (ISBN 978-2-84597-420-3).
- Le capitalisme à l’agonie. Fayard, Paris 2011  (ISBN 978-2-213-65488-1).
- Le prix, Bellecombe-en-Bauges, Éditions du Croquant, 2010  (ISBN 978-2-914968-76-8).
- Comment la vérité et la réalité furent inventées, Paris, Gallimard, 2009  (ISBN 978-2-07-012600-2).
  - (de) Die Erfindung von Wahrheit und Wirklichkeit, traduction Christian Driesen, Turia + Kant, Wien 2021,  (ISBN 978-3-85132-995-7).
- L’argent, mode d’emploi, Paris, Fayard, 2009  (ISBN 978-2-213-64404-2).
- La crise. Des subprimes au séisme financier planétaire, Paris, Fayard, 2008  (ISBN 978-2-213-63860-7).
- L'implosion, la finance contre l'économie. Ce que révèle et annonce «la crise des subprimes», Paris, Fayard, 2008  (ISBN 978-2-213-63741-9).
- Vers la crise du capitalisme américain ?, Paris, La Découverte, 2007  (ISBN 978-2-7071-5092-9).
- Investing in a Post-Enron World, New York, McGraw-Hill, 2003  (ISBN 0-07-140938-6).
- Principes des systèmes intelligents, Paris/Milan/Barcelone, Masson, 1990  (ISBN 2-225-81938-6).
- (avec Geneviève Delbos) : La transmission des savoirs, Paris, Éditions de la Maison des sciences de l'homme, Paris 1984  (ISBN 2-7351-0113-4).
- Les Pêcheurs d’Houat (anthropologie économique), Paris, Hermann, 1983.
- Quelques considérations relatives au phénomène « provo », Amsterdam 1965–1967, Amsterdam/Bruxelles 1968–1969.

## Vidéographie
- Vidéos de Paul Jorion sur le site web « Les Possédés et leurs mondes » (université Laval)